# NakamuraEmi
Nakamura Emi（ナカムラ エミ、1982年3月15日 - ）は、日本の神奈川県厚木市出身のシンガーソングライター。身長148cm。オフィスオーガスタ所属。

## 来歴
幼少の頃よりJ-POPに触れる。短大生の時に女の子同士で組んだ初心者バンドでボーカル担当になる。短大卒業後、最初に目指していた保育士となるが、趣味で通っていたボーカルスクールをきっかけに音楽の道を目指すことを決め、退職する。
2007年、25歳で本名の中村絵美としてアーティスト活動を開始、ライブハウスで主にギターとピアノによるバラードの弾き語りをしていた。以降地元の厚木で10年近く、ネジ屋や運送会社の事務員、洋服屋の店長、空調機製造工場勤務、日産自動車のエンジン開発部のエンジニアなど、さまざまな職を転々としながら活動を続ける。
カフェやライブハウスで歌う中で出会ったヒップホップやジャズやレゲエ、また竹原ピストルのライブに影響を受ける。ヒップホップを初めて聴いてその歌詞の内容やよく練られた言葉遊びに衝撃を受け、人に言えなかった悩みをノートに書いてヒップホップの音に乗せるようになる。また地元厚木ではレゲエミュージシャンが多く、ずっと一緒にやってきているギタリストとドラマーはジャズ界の人間だったので、それらのライブを観に行くようになった。フリースタイルのレゲエやヒップホップ、ジャズのその場にある音を組み合わせながら世界を作り出していく感じこそ“ライブ”だと感じて自分もそういう風にできればと思うようになり、2011年にNakamura Emiとして新たな音楽スタイルで活動を始める。同年3月予定の初ワンマンライブが東日本大震災の影響で中止となった。
2016年1月20日、33歳の時に「NIPPONNO ONNAWO UTAU BEST」でメジャーデビュー 。収録楽曲の「YAMABIKO」が全国のCSやFM／AMラジオ52局でパワープレイを獲得、2016年の年間「全国FM/AMラジオ・エアプレイチャート」の邦楽部門で8位にランクイン。

## 楽曲制作
ヒップホップに出会ってからは作詞は韻を踏むことを考えるようになり、作曲では「Aメロ、Bメロ、サビ」というものを考えなくなった。
作曲はギターとピアノを使って行う。以前はメロディから作ったりもしていたが、現在は基本はまず歌詞を書き上げ、それから曲全体のイメージを構築することが多い。歌詞にどんな曲調が合うのかを想像しながらギターのコードを3つほど適当に押さえてそれを繰り返し弾いたり、あるいはドラムループに合わせてコードを付けたりしてメロディを載せていく。
その後にプロデューサー兼ギタリストのカワムラヒロシがアレンジする。NakamuraEmiが口頭や昔のヒップホップのドラムサンプルの音などで曲のイメージやニュアンスを伝えてくるのを聞いたり、3コード程度のデモ音源を聞いてギターコードを正しいものに直したりしながら、曲を完全なものにまとめる。最終的にはカワムラとエンジニアの兼重哲哉 の2人が軸になって「歌詞がどうやって伝わるか」ということをメインに考えながら、なるべく音数を少なく、しかし歌詞の世界を必ず浮き立たせるようにサウンド面を仕上げる。
もともとはGLAY、Mr.Children、小室哲哉などの普通にみんながよく聴くようなJ-Pop系の音楽を聴いてカラオケで歌うような普通の人であり、当時はいかにも“シンガーソングライターの女の子”という感じのスタイルで、「人を感動させたい」「メジャーに行きたい」と思いながら歌詞を書いて歌っていた。しかしヒップホップやレゲエに出会い、いったんは音楽に対する夢見がちな思いが無くなった。

## エピソード
シングル曲「メジャーデビュー (Studio Session)」は、レコーディングとミュージックビデオの撮影を一発録り・一発撮りで同時に行うという手法で制作。

## 作品

### 配信シングル
| 発売日         | タイトル                          | 収録アルバム               | 備考 |
| -------------- | --------------------------------- | -------------------------- | --- |
| 2016年11月30日 | メジャーデビュー (Studio Session) | NIPPONNO ONNAWO UTAU Vol.4 | |
| 2018年10月17日 | 相棒                              | NIPPONNO ONNAWO UTAU Vol.6 | NakamuraEmi × Volkswagenコラボレーションソング |
| 2019年10月10日 | ちっとも知らなかった              | NIPPONNO ONNAWO UTAU BEST2 | |
| 2021年4月16日  | 私の仕事                          | Momi                       | |
| 2021年5月21日  | 投げキッス                        | Momi                       | |
| 2021年6月2日   | 1の次は                           | Momi                       | |
| 2021年6月18日  | drop by drop                      | Momi                       | |
| 2022年3月16日  | 一目惚れ                          | KICKS                      | |
| 2022年9月16日  | The Moon × 星なんて言わず         | 未収録                     | 「NakamuraEmi & 藤原さくら」名義 |
| 2023年7月8日   | 究極の休日                        | KICKS                      | ライブ会場とコロムビアミュージックショップ限定で、8cmCD版（品番：CEG-62）が販売されている。                                                                     |
| 2023年11月10日 | 白昼夢                            | KICKS                      | 8cmCD版（CEG-67）は、東京キネマ倶楽部会場 & コロムビアミュージックショップ限定販売。東京キネマ倶楽部の会場では11月9日に先行販売。                               |
| 2024年3月8日   | 晴るく                            | KICKS                      | 8cmCD版（CEG-72）は、『NakamuraEmi Billboard Live 2024 YOKOHAMA-OSAKA』の会場とコロムビアミュージックショップで1,000枚限定で販売。NakamuraEmiの直筆サイン入り。 |
| 2025年1月20日  | MICHIKUSA                         | 未収録                     | |

### 参加作品
| 発売日         | タイトル                                      | 規格品番                | 収録曲                                                   |
| -------------- | --------------------------------------------- | ----------------------- | -------------------------------------------------------- |
| 2014年5月28日  | 松本佳奈『死んだようにいきるのはもうやめた』  | BZCS-1107               | 凛として、明日も強くいてやるんだ (featuring NakamuraEmi) |
| 2017年5月24日  | TVアニメ『笑ゥせぇるすまんNEW』主題歌シングル | COCC-17284              | Don't                                                    |
| 2023年12月13日 | 忘れらんねえよ『いまも忘れらんねえよ。』      | UMCA-10097/8 DSKU-12590 | 犬にしてくれ                                             |

### タイアップ一覧
| 年     | 曲名                 | タイアップ                                                        |
| ------ | -------------------- | ----------------------------------------------------------------- |
| 2013年 | HoHoHo               | 短編映画『usual colors』（富澤十万喜 脚本・監督）書き下ろし主題歌 |
| 2017年 | Don't                | テレビアニメ『笑ゥせぇるすまんNEW』主題歌                         |
| 2017年 | かかってこいよ       | テレビアニメ『メガロボクス』第1期エンディングテーマ               |
| 2018年 | モチベーション       | フォルクスワーゲン 新型「Polo」WebCMソング                        |
| 2019年 | ばけもの             | NHK総合 ドラマ10『ミストレス〜女たちの秘密〜』主題歌              |
| 2019年 | ちっとも知らなかった | TVアニメ『ラディアン』第2期エンディングテーマ                     |
| 2019年 | かかってこいよ       | BS日テレ『ゴルフサバイバル』2019 オープニングテーマ               |
| 2019年 | 雨のように泣いてやれ | BS日テレ『ゴルフサバイバル』2019 エンディングテーマ               |
| 2021年 | 1の次は              | テレビ東京系 ドラマパラビ『にぶんのいち夫婦』エンディングテーマ   |
| 2021年 | いただきます         | 「DREAMBEER」CMソング                                             |
| 2024年 | MICHIKUSA            | 神奈川県厚木市 シティプロモーション オフィシャルソング            |

## ミュージックビデオ
| 監督           | 曲名                                                   |
| 大久保拓朗     | 「チクッ from NIPPONNO ONNAWO UTAU vol.3」             |
| 大橋尚広       | 「東京タワー」                                         |
| Ayumi Sakamoto | 「MICHIKUSA」                                          |
| 志村知晴       | 「かかってこいよ」                                     |
| 新保拓人       | 「雨のように泣いてやれ」                               |
| 鈴木智宏       | 「YAMABIKO」                                           |
| 高橋健人       | 「YAMABIKO from NIPPONNO ONNAWO UTAU vol.2」、「使命」 |
| 田辺秀伸       | 「Don't」                                              |
| トキチアキ     | 「究極の休日」                                         |
| NakamuraEmi    | 「台風18号 from NIPPONNO ONNAWO UTAU vol.3」           |
| 山本真         | 「メジャーデビュー(Studio Session) 」                  |
| 吉開菜央       | 「大人の言うことを聞け」、「ばけもの」                 |
| 岩澤高雄       | 「晴るく」                                             |

## 楽曲提供
- WEST.
  - 「ブーケ」 - （作詞・作曲）
  - 「クセになる」 - （作詞・作曲）

## 出演

### テレビ
- バズリズム（2016年1月22日、日本テレビ系）[47]
- ライブB♪（2016年1月26日、TBSテレビ）
- プレミアMelodiX!（2016年2月1日、テレビ東京）
- 魁!音楽の時間（2016年2月14日、フジテレビ系）
- 深夜喫茶スジガネーゼ（2016年2月20日・27日・3月5日・12日・19日、フジテレビ系）
- 音流〜On Ryu〜（2016年3月1日・18日・4月29日、テレビ東京）
- MUSIC JAPAN（2016年3月13日、NHK総合）
- MUSIC FAIR（2017年1月21日、フジテレビ系）[48]

### ラジオ
- ライブビート（2017年4月30日、NHK-FM）
- チャミトレ（2019年5月24日、α-STATION）
- SCHOOL OF LOCK!（2020年2月4日・9月23日、TOKYO FM・JFN系）
- GYAO! #LOVEFAV（2021年7月24日、J-WAVE）
- YOKOHAMA RADIO APARTMENT「ふらっと、道草」（2025年4月2日 - 、Fm yokohama）※水曜担当DJ[49]

#### 過去のレギュラー出演
- 女が音楽を始めるときはモテたいからじゃない（2020年 - 2021年、文化放送）※毎月第3週目を担当

### テレビCM
- 「DREAMBEER」[注 7]　（2021年8月9日 - ）本人出演およびCMソング起用[45]。